# Президентские выборы в Таджикистане (2006)
Президентские выборы в Таджикистане 2006 — очередные, четвёртые в истории независимого Таджикистана выборы президента этой республики состоялись 6 ноября 2006 года.

## Кандидаты

### Зарегистрированные кандидаты
- Эмомали Рахмонов. Одним из первых, Центральная комиссия по выборам и референдумам Республики Таджикистан зарегистрировала кандидатуру действующего президента республики с ноября 1994 года и фактического руководителя страны с ноября 1992 года — Эмомали Рахмонова, который традиционно выдвинулся от правящей и крупнейшей партии страны — левоцентристской, традиционалистской и умеренно националистической Народно-демократической партии Таджикистана, выступающая за укрепление в Таджикистане секуляризма, этатизма и сохранения союзнических отношений с Россией и Китаем. Лидером НДПТ с 1998 года являлся сам Эмомали Рахмонов.
- Исмоил Талбаков. В отличие от предыдущих президентских выборов, старейшая и бывшая правящая партия страны — Коммунистическая партия Таджикистана решила не поддерживать кандидатуру действующего президента и выдвинула от себя своего лидера — экономиста и депутата Палаты представителей (Маджлиси намояндагон) Высшего собрания (Маджлиси Оли) Республики Таджикистан. Лидер коммунистов Исмоил Талбаков своим основным электоратом считал ветеранов, пенсионеров и рабочих, и свою программу соответственно акцентировал на защите их прав и интересов, а также заявлял, что, в случае своей победы постепенно вернёт Таджикистан в социалистический и коммунистический строй с марксистско-ленинской идеологией, где будет равноправие, бесплатное образование и медицина, а также рабочие места. Считался одним из главных соперников действующего президента Эмомали Рахмонова.
- Амир Карокулов. Учёный-агроном, также как три предыдущих кандидата, являлся депутатом Палаты представителей Высшего собрания Таджикистана и одновременно лидером в целом провластной Аграрной партии Таджикистана. Свою программу посвящал в основном аграрным и социальным вопросам.
- Абдухалим Гаффоров. По профессии педагог, являлся депутатом Палаты представителей Высшего собрания и лидером Социалистической партии Таджикистана, считающей себя «конструктивной оппозицией». Как и Исмоил Талбаков, Абдухалим Гаффоров в своей программе также акцентировал внимание на социализм, но на более умеренный.
- Олимджон Бобоев. Учёный-экономист, также являлся депутатом Палаты представителей Высшего собрания, а также основателем и лидером Партии экономических реформ Таджикистана (ПЭРТ), также считающеся «конструктивной оппозицией». В своей программе акцентировал внимание на острую необходимость проведения масштабных экономических реформ и либерализации экономической сферы, и способствованию привлечения инвестиций в страну, и на борьбу с безработицей.

Три по настоящему оппозиционные политические партии, имеющие официальную регистрацию в стране:  Демократическая партия Таджикистана и Социал-демократическая партия Таджикистана решили бойкотировать эти выборы, посчитав их заранее решёнными.

## Результаты
Явка на выборах составила 90,9 %. По итогам выборов, действующий президент Эмомали Рахмонов получил 79,3 % голосов и в третий раз стал президентом Таджикистана. Второе место занял Олимджон Бобоев с 6,2 % голосов, а последующие третье и четвёртое места заняли коммунист Исмоил Талбаков и аграрист Амир Карокулов по 5,2 % голосов. Последним стал социалист Абдухалим Гаффоров с 2,8 % голосов. Недействительными голосами были признаны 39 529 бюллетеней.

## Интересные факты
Это были последние президентские выборы в Таджикистане, в которых Эмомали Рахмон участвовал под фамилией «Рахмонов». Спустя несколько месяцев после этих президентских выборов, а точнее 21 марта 2007 года, в Навруз, Эмомали Рахмонов убрал со своей фамилии русский суффикс «-ов» и стал Эмомали Рахмоном, призвав других жителей страны таджикской национальности последовать своему примеру.